# Leonardo Di Cesare
Leonardo Di Cesare (né le 2 novembre 1968  en Argentine) est un réalisateur, scénariste et producteur de cinéma argentin.

## Biographie
Leonardo Di Cesare est principalement connu pour son film Buena vida (Delivery).

## Filmographie
- 2004 : Buena vida (Delivery)